# Trpanj
Trpanj (italienisch Trappano) ist eine kleine Hafenstadt in Kroatien mit 721 Einwohnern (Volkszählung 2011). Sie besteht aus den Katastralgemeinden Trpanj (598 Einw.), Gornja Vrucica (46 Einw.), Donja Vrućica (33 Einw.) und Duba Peleska (44 Einw.). Sie liegt an der Adriaküste Dalmatiens, in der südlichsten Gespanschaft Dubrovnik-Neretva auf der Halbinsel Pelješac, ca. 80 km von Dubrovnik. Trpanj befindet sich am Neretvanski kanal gegenüber der Hafenstadt Ploče, zu der von hier aus eine Autofährverbindung besteht. Es ist umgeben von sauberen, naturbelassenen Fels- und Sandstränden sowie lichten Pinienwäldern.
Das Klima ist  mediterran, im Sommer wird es bis zu 45 °C heiß.

## Weblinks

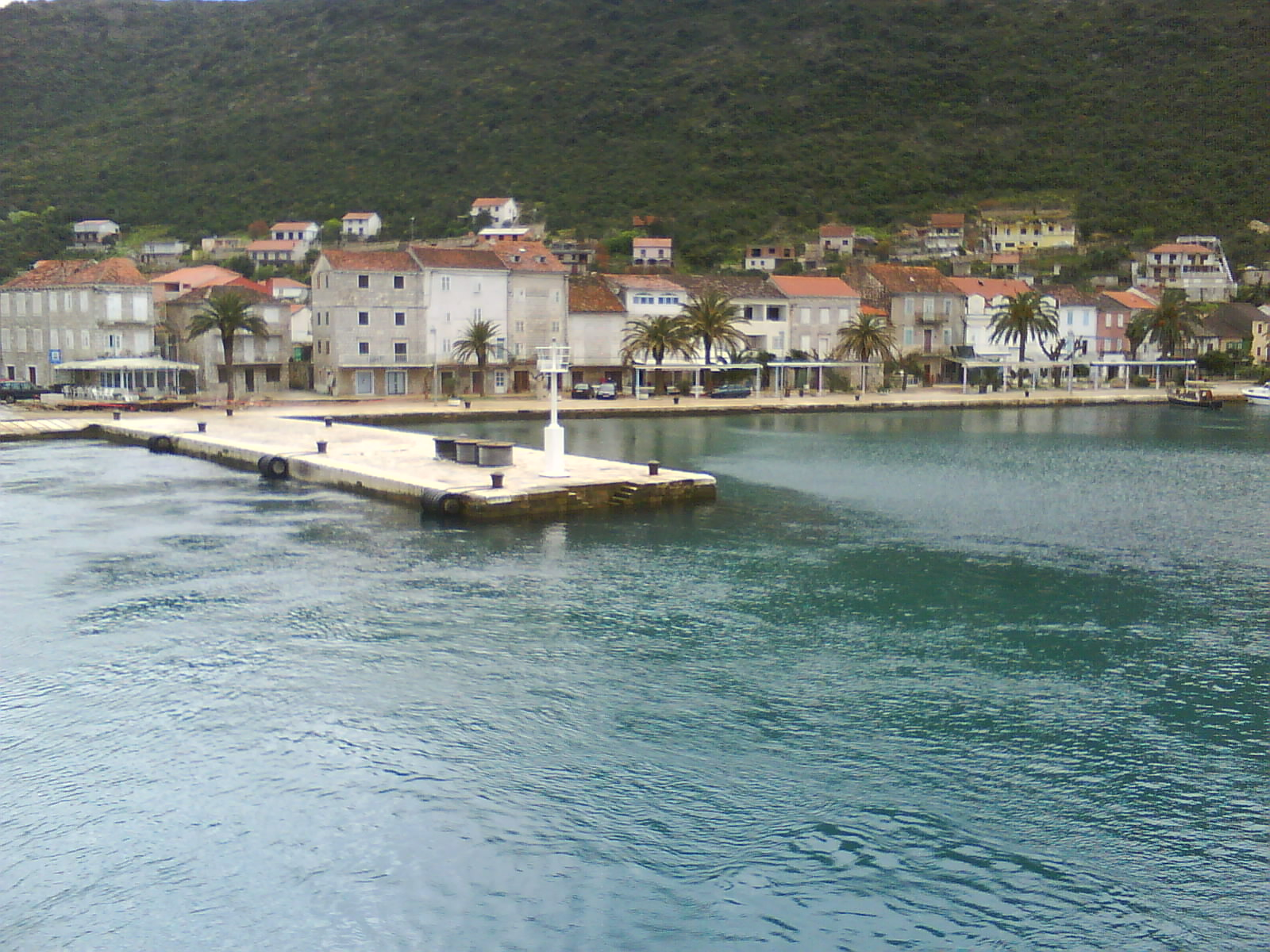
Trpanj